# Nicolae-Miroslav Petrețchi
Nicolae-Miroslav Petrețchi (n. 16 septembrie 1985, Rona de Sus, România) este un deputat român, ales în 2016.